# Amtsgericht Vieselbach
Das Amtsgericht Vieselbach (bis 1879 Justizamt Vieselbach) war ein von 1850 bis 1949 bestehendes Gericht der ordentlichen Gerichtsbarkeit mit Sitz im heute zur Stadt Erfurt gehörenden Vieselbach.

## Geschichte
In der Folge der Revolution von 1848 wurde der Staatsaufbau im Großherzogtum Sachsen-Weimar-Eisenach neu geordnet. So wurden 1850 die noch teilweise aus dem Mittelalter stammenden Ämter abgeschafft und durch Bezirksdirektionen, Justizämter und Rechnungsämter ersetzt, ebenso wurden die letzten noch bestehenden Patrimonialgerichte aufgehoben. Die Aufgabe der Rechtsprechung für das Gebiet der damaligen Gemeinden Azmannsdorf, Bechstedtstraß, Großmölsen, Hochstedt, Hopfgarten, Isseroda, Kerspleben, Kleinmölsen, Linderbach, Mönchenholzhausen, Niederzimmern, Ollendorf, Ottstedt am Berge, Schwerborn, Sohnstedt, Töttleben, Udestedt, Utzberg, Vieselbach und Wallichen, die größtenteils zum Amt Vieselbach gehört hatten, übertrug man hierbei dem eben dafür geschaffenen Justizamt Vieselbach.
Durch die Auflösung des Justizamtes Berka am 30. Juni 1878 erweiterte sich der Bezirk des Justizamtes Vieselbach um die Gemeindebezirke Eichelborn, Hayn, Klettbach, Meckfeld, Obernissa, Rohda und Schellroda.
Mit Inkrafttreten des Gerichtsverfassungsgesetzes am 1. Oktober 1879 wurde das Justizamt in das Amtsgericht Vieselbach umgewandelt und gleichzeitig dem neu errichteten Landgericht Weimar zugeordnet. Der Vieselbacher Gerichtsbezirk selbst änderte sich dabei nicht.
Nachdem 1920 Sachsen-Weimar-Eisenach in Thüringen aufgegangen war, kam es am 1. Oktober 1923 zu einer landesweiten Umbildung der bisherigen Gerichtsbezirke. So musste das  Amtsgericht Vieselbach die Orte Schwerborn und Udestedt an das Amtsgericht Großrudestedt abgeben.
Durch Aufhebung des Landgerichtes Weimar am 1. September 1949 war das Landgericht Erfurt noch einen Monat die nächsthöhere Instanz. Am 1. Oktober 1949 wurden das Amtsgericht Vieselbach aufgehoben und aus seinem Bezirk die Gemeinden Bechstedtstraß, Eichelborn, Hopfgarten, Isseroda, Meckfeld, Niederzimmern, Ollendorf, Ottstedt am Berge und Utzberg dem Amtsgericht Weimar, die übrigen Ortschaften dagegen dem Amtsgericht Erfurt zugeteilt.